# Barry Seal (Drogenschmuggler)

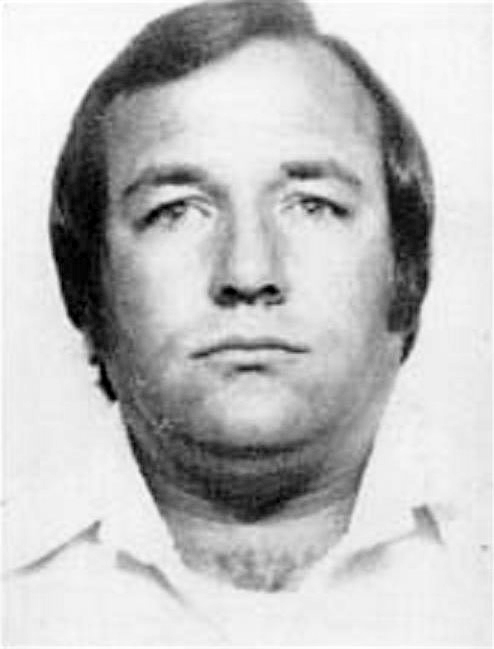
Barry Seal (1982)

Adler Berriman „Barry“ Seal (* 16. Juli 1939 in Baton Rouge, Louisiana; † 19. Februar 1986 ebenda) war ein Drogenschmuggler und Informant der Antidrogenbehörde DEA, der große Mengen Kokain in die USA flog. Seal handelte im Auftrag der Central Intelligence Agency. Er gilt als einer der erfolgreichsten Drogenschmuggler in der Geschichte. Der Straßenverkaufswert der von ihm eingeführten Drogen wird von US-Behörden auf drei bis fünf Milliarden US-Dollar geschätzt.

## Leben
Adler Seal wurde in Baton Rouge (Louisiana) geboren. Seal entwickelte früh eine Leidenschaft für das Fliegen. Bereits mit 15 Jahren steuerte er zum ersten Mal eigenhändig ein Flugzeug. Seal arbeitete zunächst als Flugingenieur und wurde später Pilot. Er gilt als einer der jüngsten Piloten, die eine Boeing 707 flogen. Ab 1964 arbeitete Seal für die Fluggesellschaft TWA. 1972 wurde er von dieser wegen des Verdachts des Schmuggels entlassen. Seal begann daraufhin, per Flugzeug illegal Marihuana in die USA einzufliegen. Später verlegte Seal sich auf den Transport von Kokain, das er aus Kolumbien und Panama in die USA brachte. Er arbeitete hier eng mit dem kolumbianischen Drogenbaron Pablo Escobar und dessen Medellín-Kartell zusammen.
In Nicaragua hatte die Revolutionsbewegung der Sandinisten 1979 den Diktator Anastasio Somoza Debayle gestürzt. Während der mehrjährigen Nicaraguanischen Revolution, in dem die Nationalgarde unter Missachtung der Menschenrechte gegen oppositionelle Kräfte vorging, wurde der Somoza-Clans von Sandinisten gestürzt und aus dem Land vertrieben. Damit beendeten die Sandinisten die 46-jährige Diktatur der Familie Somoza. Die neue Regierung gründete Schulen, erneuerte das Gesundheitswesen und stärkte die Rechte der Frauen. Die Reagan-Administration versuchte, die Sandinisten-Regierung zu stürzen, in der es ein Trojanisches Pferd des Kommunismus in Lateinamerika zu erkennen glaubte. Der US-Kongress genehmigte jedoch die Finanzierung der konterrevolutionären Söldnertruppe – „Contras“ genannt – nie. Der Krieg, den es offiziell nicht gab, wurde geheim durch Drogenhandel und Waffengeschäfte mit dem Iran (Iran-Contra-Affäre) finanziert. Seal unterhielt auf einem Flugplatz in der Kleinstadt Mena (Arkansas) eine Flotte Transportflugzeuge, die Waffen für die „Contras“ nach Zentralamerika flogen. Auf dem Rückweg machten sie einen Umweg über Medellín in Kolumbien und brachten Kokain und Crack in die USA. Der kleine Flughafen Mena wurde zum riesigen Waffen- und Drogenumschlagplatz.
Im Jahr 1983 wurde Seal wegen der Einfuhr einer größeren Menge der Droge Methaqualon festgenommen und zu einer zehnjährigen Freiheitsstrafe verurteilt. Um dem Gefängnis zu entgehen, arbeitete Seal für die US-Antidrogenbehörde DEA als Informant. Seine Flugzeuge wurden daraufhin mit Kameras präpariert, und Seal arbeitete weiter als Drogenkurier. Durch seine Mitarbeit wurden mehrere frühere Geschäftspartner des Drogenhandels überführt und verurteilt. Zudem lieferte Seal Waffen an die von den USA unterstützten Contras in Nicaragua und spionierte durch Fotografieren bei Überflügen deren linke Gegenspieler, die Sandinisten, aus.
Auf einem der von Seal gelieferten Fotos waren neben sandinistischen Soldaten, die Kokain in ein Flugzeug verluden, auch Pablo Escobar und andere Mitglieder des Medellín-Kartells zu sehen. Nachdem das Foto öffentlich gemacht worden war, wurde Seal durch einen Zeitungsartikel als Informant enttarnt. Daraufhin stellte er seine Aktivitäten ein.
Am 19. Februar 1986 wurde er in Baton Rouge auf offener Straße erschossen, bevor er vor einer Grand Jury aussagen konnte. Hinter seinem Mord sollen die Kolumbianer gesteckt haben, es kamen jedoch Fragen auf, weshalb die Behörden diesen wichtigen Zeugen nicht ausreichend schützen konnten. Nach Seals Tod wurde laut Daniel Hopsicker in seiner Brieftasche angeblich die private Telefonnummer des Ex-CIA-Direktors George H. W. Bush gefunden, der bald darauf zum Präsidenten gewählt wurde.

## Medien
- Der Spielfilm Barry Seal: Only in America aus dem Jahr 2017 mit Tom Cruise in der Hauptrolle basiert auf Seals Leben.
- In dem Spielfilm The Infiltrator taucht Seal, gespielt von Michael Paré, als Nebenfigur auf.
- In der ersten Staffel der Serie Narcos verkörpert Dylan Bruno den Piloten Seal in einem kurzen Auftritt.
- In der Serie Pablo Escobar: El Patrón del Mal wird u. a. auf Barry Seal (alias Harry Beal) eingegangen.